# Cyana heidrunae
Cyana heidrunae is een vlinder uit de familie spinneruilen (Erebidae), onderfamilie beervlinders (Arctiinae). De wetenschappelijke naam van de soort is voor het eerst geldig gepubliceerd in 2004 door Hoppe.
Deze nachtvlinder komt voor in tropisch Afrika.